# Pomba-botafogo
A pomba-botafogo (nome científico: Patagioenas subvinacea) é uma espécie de ave pertencente à família dos columbídeos, e que ocorre nas Américas Central e do Sul. Como os outros pombos do Novo Mundo, ele estava anteriormente unido aos seus parentes do Velho Mundo no gênero Columba, mas hoje o gênero do Novo Mundo Patagioenas é reconhecido como distinto novamente.

## Subespécies
São reconhecidas oito subespécies:
- Patagioenas subvinacea subvinacea (Lawrence, 1868) - Panamá e Costa Rica subtropicais
- Patagioenas subvinacea berlepschi (Hartert, E, 1898) -  costa do Pacífico do sudeste do Panamá e sudoeste do Equador.
- Patagioenas subvinacea ruberrima (Meyer de Schauensee, 1950) - noroeste da Colômbia (vale do Rio Sinú).
- Patagioenas subvinacea zuliae (Cory, 1915) - nordeste da Colômbia e oeste da Venezuela.
- Patagioenas subvinacea peninsularis (Chapman, 1915) - noroeste da Venezuela (Península de Paria).
- Patagioenas subvinacea olgiviegranti (Chubb, C, 1917) - sudeste da Colômbia até o leste da Bolívia.
- Patagioenas subvinacea purpureotincta (Ridgway, 1888) - distribuição não bem definida, mas inclui o sul da Venezuela (leste da Colômbia?), Guianas e norte do Brasil.
- Patagioenas subvinacea recondita (Todd, 1937) - centro da Amazônia brasileira, ao sul do Rio Amazonas.